# 遥かな友に
「遥かな友に」（はるかなともに）は、磯部俶作詞・作曲の楽曲。無伴奏の男声合唱版がまず作曲され、後に様々な形態に編曲されている。

## 概説
早稲田大学グリークラブは1949年（昭和24年）から1951年（昭和26年）にかけての3年間、夏と秋に神奈川県津久井郡青根村（現・相模原市緑区）のキャンプ場・夫婦園で合宿を行っていた。1951年7月12日、新入部員が枕投げをするなどあまりにもはしゃいでなかなか寝ないのに上級生が頭を痛め、「明日の練習に差し支えるので何とか早く寝かせたい」と、グリークラブのOBかつ当時の指揮者であった磯部に相談したところ、磯部は腹ばいになりながら五線紙もない中で即興的に『遥かな友に』を作曲したとされている。公開の初演は1951年11月26日の第2回早関交歓演奏会において磯部の指揮による合同演奏とされている。
1961年（昭和36年）、ボニージャックスのシングル盤レコードの大ヒットがきっかけとなって、合唱界のみならず一般に広く愛唱される曲となる。1963年（昭和38年）2月 - 3月には、NHKの『みんなのうた』でもボニージャックスの歌唱が取り上げられたが、タイトルは『はるかな友に』にマイナーチェンジされた。その後1973年（昭和48年）10月 - 11月に映像をカラー化したリメイク版を放送、1年後の1974年10月 - 11月にリメイク版を再放送し、14年後の1988年10月 - 11月にはラジオのみで再放送された。また2006年8月17日・同年12月5日・2007年1月1日の3回に渡って、NHK 衛星第2（現：BSプレミアム）の『なつかしのみんなのうた』でもリメイク版を放送した。この後2011年4月3日放送の『みんなのうたスペシャル 1960'sセレクション』内で放送したが、初回放送テロップは「1963年2月 - 3月」と表示したものの、初回放送版が現存していなかった（2022年現在も無し）のでリメイク版を放送、番組では断り書きテロップを添えた。
1986年（昭和61年）には夫婦園近くの休暇村に『遙かな友に』の歌碑が建ち、このとき津久井町は「合唱の里」を宣言、1992年（平成4年）から毎年9月に「『遙かな友に』道志川合唱祭」を開催している。2001年（平成13年）には夫婦園に「『遙かな友に』誕生の地碑」が建立された。
磯部の原曲（男声合唱曲）はイ長調である。後に作曲家によって変ロ長調に移調された。その他、林雄一郎の編曲によるハ長調版が福永陽一郎・北村協一編『グリークラブアルバム１』（カワイ出版）に収録されている。